# Agostino Marzoli
Agostino Marzoli (fl. XX secolo) è stato un calciatore italiano, di ruolo mediano.

## Carriera
Ha esordito nel Foot Ball Club Brescia dalla prima partita ufficiale della sua storia, il 12 maggio 1912 a Milano in Savoia-Brescia (2-3); ha anche disputato i primi due campionati di Prima Categoria, disputando in tutto 7 partite. È stato a lungo dirigente della società, quasi settantenne: dal 1954 al 1959 ha fatto parte del Consiglio di reggenza della società con altri consiglieri.